# 트와이스의 콘서트 투어 목록
다음은 대한민국 걸 그룹 트와이스의 콘서트 목록이다.

## 투어 목록

### TWICE 1ST TOUR 'TWICELAND: The Opening'
| 일정            | 도시     | 국가     | 장소                 | 관객 동원     |
| --------------- | -------- | -------- | -------------------- | ------------- |
| 2017년 2월 17일 | 서울     | 대한민국 | SK올림픽핸드볼경기장 | 통산 16,256명 |
| 2017년 2월 18일 | 서울     | 대한민국 | SK올림픽핸드볼경기장 | 통산 16,256명 |
| 2017년 2월 19일 | 서울     | 대한민국 | SK올림픽핸드볼경기장 | 통산 16,256명 |
| 2017년 4월 8일  | 방콕     | 태국     | 썬더 돔              | 4,268명       |
| 2017년 4월 29일 | 싱가포르 | 싱가포르 | 더 스타 시어터       | 5,052명       |
| 2017년 6월 17일 | 서울     | 대한민국 | 잠실실내체육관       | 통산 18,824명 |
| 2017년 6월 18일 | 서울     | 대한민국 | 잠실실내체육관       | 통산 18,824명 |
| 합계            | 합계     | 합계     | 합계                 | 44,400명      |

### TWICE SHOWCASE LIVE TOUR 2018 "Candy Pop"
| 일정            | 도시 | 국가 | 장소               | 관객 동원 |
| --------------- | ---- | ---- | ------------------ | --------- |
| 2018년 1월 19일 | 세토 | 일본 | 세토시 문화 센터   | 20,000명  |
| 2018년 1월 22일 | 복강 | 일본 | 후쿠오카 선 팔레스 | 20,000명  |
| 2018년 1월 23일 | 광도 | 일본 | 우에노 가쿠엔 홀   | 20,000명  |
| 2018년 1월 25일 | 대판 | 일본 | 그랑 큐브 오사카   | 20,000명  |
| 2018년 1월 26일 | 대판 | 일본 | 그랑 큐브 오사카   | 20,000명  |
| 2018년 1월 9일  | 동경 | 일본 | NHK홀              | 20,000명  |
| 2018년 1월 31일 | 기옥 | 일본 | 소닉 시티          | 20,000명  |
| 2018년 2월 1일  | 기옥 | 일본 | 소닉 시티          | 20,000명  |

### TWICE 2ND TOUR 'TWICELAND ZONE 2: Fantasy Park'
| 일정            | 도시     | 국가       | 장소                               | 관객 동원     |
| --------------- | -------- | ---------- | ---------------------------------- | ------------- |
| 2018년 5월 18일 | 서울     | 대한민국   | 잠실실내체육관                     | 통산 30,526명 |
| 2018년 5월 19일 | 서울     | 대한민국   | 잠실실내체육관                     | 통산 30,526명 |
| 2018년 5월 20일 | 서울     | 대한민국   | 잠실실내체육관                     | 통산 30,526명 |
| 2018년 5월 26일 | 기옥     | 일본       | 사이타마 슈퍼 아레나 스타디움 모드 | 통산 56,652명 |
| 2018년 5월 27일 | 기옥     | 일본       | 사이타마 슈퍼 아레나 스타디움 모드 | 통산 56,652명 |
| 2018년 6월 2일  | 대판     | 일본       | 오사카 성 홀                       | 통산 24,682명 |
| 2018년 6월 3일  | 대판     | 일본       | 오사카 성 홀                       | 통산 24,682명 |
| 2018년 6월 17일 | 싱가포르 | 싱가포르   | 싱가포르 인도어 스타디움           | 10,532명      |
| 2018년 8월 18일 | 방콕     | 태국       | 썬더 돔                            | 6,862명       |
| 2018년 8월 25일 | 자카르타 | 인도네시아 | 인도네시아 컨벤션 전시장 5-6홀     | 18,852명      |
| 합계            | 합계     | 합계       | 합계                               | 147,906명     |

### TWICE 1st ARENA TOUR 2018 "BDZ"
| 일정             | 도시     | 국가 | 장소                                          | 관객 동원     |
| ---------------- | -------- | ---- | --------------------------------------------- | ------------- |
| 2018년 9월 29일  | 지바현   | 일본 | 마쿠하리 멧세 이벤트 홀                       | 통산 70,000명 |
| 2018년 10월 2일  | 나고야시 | 일본 | 니혼 가이시 홀                                | 통산 70,000명 |
| 2018년 10월 3일  | 나고야시 | 일본 | 니혼 가이시 홀                                | 통산 70,000명 |
| 2018년 10월 12일 | 신호     | 일본 | 고베 월드 기념 홀                             | 통산 70,000명 |
| 2018년 10월 13일 | 신호     | 일본 | 고베 월드 기념 홀                             | 통산 70,000명 |
| 2018년 10월 14일 | 신호     | 일본 | 고베 월드 기념 홀                             | 통산 70,000명 |
| 2018년 10월 16일 | 동경     | 일본 | 무사시노노모리 종합 스포츠 플라자 메인 아레나 | 통산 70,000명 |
| 2018년 10월 17일 | 동경     | 일본 | 무사시노노모리 종합 스포츠 플라자 메인 아레나 | 통산 70,000명 |

### TWICE DOME TOUR 2019 "#Dreamday"
| 일정            | 도시     | 국가 | 장소             | 관객 동원      |
| --------------- | -------- | ---- | ---------------- | -------------- |
| 2019년 3월 20일 | 대판     | 일본 | 쿄세라 돔 오사카 | 통산 225,000명 |
| 2019년 3월 21일 | 대판     | 일본 | 쿄세라 돔 오사카 | 통산 225,000명 |
| 2019년 3월 29일 | 동경     | 일본 | 도쿄 돔          | 통산 225,000명 |
| 2019년 3월 30일 | 동경     | 일본 | 도쿄 돔          | 통산 225,000명 |
| 2019년 4월 6일  | 나고야시 | 일본 | 나고야 돔        | 통산 225,000명 |

### TWICE WORLD TOUR'TWICELIGHTS'
| 일정             | 도시         | 국가       | 장소                          | 관객 동원      |
| 아시아           | 아시아       | 아시아     | 아시아                        | 아시아         |
| ---------------- | ------------ | ---------- | ----------------------------- | -------------- |
| 2019년 5월 25일  | 서울         | 대한민국   | 올림픽체조경기장              | 통산 250,000명 |
| 2019년 5월 26일  | 서울         | 대한민국   | 올림픽체조경기장              | 통산 250,000명 |
| 2019년 6월 15일  | 방콕         | 태국       | 임팩트 아레나 무앙 통 타니    | 통산 250,000명 |
| 2019년 6월 29일  | 마닐라       | 필리핀     | 몰 오브 아시아 아레나         | 통산 250,000명 |
| 2019년 7월 13일  | 싱가포르     | 싱가포르   | 싱가포르 인도어 스타디움      | 통산 250,000명 |
| 북아메리카       |              |            |                               | 통산 250,000명 |
| 2019년 7월 17일  | 로스엔젤레스 | 미국       | 더 포럼                       | 통산 250,000명 |
| 2019년 7월 19일  | 멕시코시티   | 멕시코     | 팔라시오 데 로스 데포르티에스 | 통산 250,000명 |
| 2019년 7월 21일  | 뉴어크       | 미국       | 프루덴셜 센터                 | 통산 250,000명 |
| 2019년 7월 23일  | 시카고       | 미국       | 윈트러스트 아레나             | 통산 250,000명 |
| 아시아           |              |            |                               | 통산 250,000명 |
| 2019년 8월 17일  | 쿠알라룸푸르 | 말레이시아 | 푸트라 인도어 스타디움        | 통산 250,000명 |
| 2019년 10월 23일 | 찰황         | 일본       | 마코마나이 아이스 아레나      | 통산 250,000명 |
| 2019년 10월 27일 | 지바시       | 일본       | 마쿠하리_멧세                 | 통산 250,000명 |
| 2019년 10월 29일 | 지바시       | 일본       | 마쿠하리_멧세                 | 통산 250,000명 |
| 2019년 10월 30일 | 지바시       | 일본       | 마쿠하리_멧세                 | 통산 250,000명 |
| 2019년 11월 6일  | 대판         | 일본       | 오사카성_홀                   | 통산 250,000명 |
| 2019년 11월 7일  | 대판         | 일본       | 오사카성_홀                   | 통산 250,000명 |
| 2019년 11월 16일 | 미야기현     | 일본       | 세키스이 하임 슈퍼 아레나     | 통산 250,000명 |
| 2019년 11월 17일 | 미야기현     | 일본       | 세키스이 하임 슈퍼 아레나     | 통산 250,000명 |
| 2019년 11월 29일 | 아이치현     | 일본       | 포트 맷세 나고야 3호관        | 통산 250,000명 |
| 2019년 11월 30일 | 아이치현     | 일본       | 포트 맷세 나고야 3호관        | 통산 250,000명 |
| 2019년 12월 1일  | 아이치현     | 일본       | 포트 맷세 나고야 3호관        | 통산 250,000명 |
| 2020년 2월 11일  | 복강         | 일본       | 마린 맷세 후쿠오카            | 통산 250,000명 |
| 2020년 2월 12일  | 복강         | 일본       | 마린 맷세 후쿠오카            | 통산 250,000명 |
| 2020년 2월 22일  | 시즈오카현   | 일본       | 시즈오카 에코파 아레나        |                |
| 2020년 2월 23일  | 시즈오카현   | 일본       | 시즈오카 에코파 아레나        |                |

### TWICE 4TH WORLD TOUR 'III'
| 일정             | 도시         | 국가     | 장소                          | 관객 동원 |
| 아시아           | 아시아       | 아시아   | 아시아                        | 아시아    |
| ---------------- | ------------ | -------- | ----------------------------- | --------- |
| 2021년 12월 25일 | 서울         | 대한민국 | 올림픽체조경기장              | TBA       |
| 2021년 12월 26일 | 서울         | 대한민국 | 올림픽체조경기장              | TBA       |
| 북아메리카       |              |          |                               | TBA       |
| 2022년 2월 15일  | 로스앤젤레스 | 미국     | 더 포럼                       | TBA       |
| 2022년 2월 16일  | 로스앤젤레스 | 미국     | 더 포럼                       | TBA       |
| 2022년 2월 18일  | 오클랜드     | 미국     | 오클랜드 아레나               | TBA       |
| 2022년 2월 22일  | 댈러스       | 미국     | 디키즈 아레나                 | TBA       |
| 2022년 2월 24일  | 애틀랜타     | 미국     | 스테이트팜 아레나             | TBA       |
| 2022년 2월 26일  | 뉴욕         | 미국     | UBS 아레나                    | TBA       |
| 2022년 2월 27일  | 뉴욕         | 미국     | UBS 아레나                    | TBA       |
| 아시아           |              |          |                               | TBA       |
| 2022년 4월 23일  | 동경         | 일본     | 도쿄 돔                       | TBA       |
| 2022년 4월 24일  | 동경         | 일본     | 도쿄 돔                       | TBA       |
| 2022년 4월 25일  | 동경         | 일본     | 도쿄 돔                       | TBA       |
| 북아메리카       |              |          |                               |           |
| 2022년 5월 14일  | 로스앤젤레스 | 미국     | 뱅크 오브 캘리포니아 스타디움 |           |
| 2022년 5월 15일  | 로스앤젤레스 | 미국     | 뱅크 오브 캘리포니아 스타디움 |           |

## 쇼케이스 투어

### TWICE DEBUT SHOWCASE "Touchdown in JAPAN"
| 일정                     | 도시 | 국가 | 장소        | 관객 동원     |
| ------------------------ | ---- | ---- | ----------- | ------------- |
| 2017년 7월 2일 (1일 2회) | 동경 | 일본 | 도쿄 체육관 | 통산 15,000명 |